# Costora luxata
Costora luxata är en nattsländeart som beskrevs av Arturs Neboiss 1977. Costora luxata ingår i släktet Costora och familjen Conoesucidae. Inga underarter finns listade i Catalogue of Life.